# John Bel Edwards
John Bel Edwards, född 16 september 1966 i Amite City, Louisiana och är en amerikansk demokratisk politiker. Han var minoritetsledare i delstaten Louisianas representanthus 2012 till 2015. 2015 valdes han till guvernör av Louisiana.
Många politiska bedömare anser att Edwards är en konservativ demokrat.

## Biografi
Edwards föddes och växte upp i Amite, Louisiana och är son till Dora Jean och sheriffen av Tangipahoa Parish, Frank M. Edwards, Jr. Edwards tog examen från Amite High School år 1984 som toppstudent. År 1988 tog Edwards en kandidatexamen i teknik från United States Military Academy, där han stod på dekanlistan och agerade vice ordförande i panelen som styrde West Point hederskod.

## Guvernör i Louisiana
Edwards var demokraternas kandidat i guvernörsvalet i Louisiana 2015. Han hade en ledning i opinionsmätningarna mot republikanen David Vitter inför valets andra omgång den 21 november 2015. Den 21 november 2015 vann Edwards guvernörsvalet i Louisiana mot republikanen David Vitter med 56 procent av rösterna.
Den 13 april 2016 signerade Edwards en verkställande order om att skydda HBTQ-personer från trakasserier och diskriminering av arbetstillfällen. Ordern förbjuder statliga myndigheter från diskriminering baserat på könsidentitet eller sexuell läggning. Ordern möjliggör ett undantag för religiösa organisationer som hävdar att samtycke skulle bryta mot deras religiösa övertygelser. "Vi respekterar våra medborgare för deras tro, men vi diskriminerar inte baserat på våra meningsskiljaktigheter. Jag tror på att ge varje medborgare i Louisiana möjligheten att bli framgångsrik och att trivas i vår delstat," sa Edwards.
I maj 2018 signerade Edwards ett lagförslag som förbjuder abort efter 15 veckors graviditet.
Edwards omvaldes 2019 och besegrade republikanen Eddie Rispone. 
Edwards är en konservativ demokrat som är mot abort och för vapenrättigheter.

## Privatliv
Edwards och hans maka Donna Hutto har två döttrar och en son.
Edwards är katolik.